# Doc Rivers
Glenn Anton „Doc“ Rivers (* 13. Oktober 1961 in Chicago, Illinois) ist ein US-amerikanischer Basketballtrainer und ehemaliger -spieler. Von 2020 bis 2023 betreute er die Philadelphia 76ers, zuvor von 2013 bis 2020 die Los Angeles Clippers. Zuvor hatte Rivers neun Jahre lang die Boston Celtics trainiert und 2008 zur NBA-Meisterschaft geführt. Als Spieler war der 1,93 Meter große Point Guard von 1983 bis 1996 in der NBA aktiv.

## Karriere

### Als Spieler
In der National Collegiate Athletic Association (NCAA) spielte Rivers von 1980 bis 1983 für die Golden Eagles der Marquette University. Bereits vor dieser Zeit hatte er von seinem späteren College-Trainer den Spitznamen „Doc“ erhalten, als er ein T-Shirt mit der Aufschrift „Dr. J“ trug. Er nahm mit der US-Auswahl an der WM 1982 teil, bei der er das Finale erreichte und als wertvollster Spieler (MVP) des Turniers ausgezeichnet wurde. 
In der NBA-Draft 1983 wurde er in der zweiten Runde von den Atlanta Hawks ausgewählt, für die er bis 1991 aktiv war. Rivers war jahrelang Teil der Stammformation, gehörte in den Saisons 1986/87 und 1987/88 zu den fünf besten Passgebern der NBA und wurde 1988 für das NBA All-Star Game nominiert. Von 1986 bis 1988 erreichte er mit den Atlanta Hawks immer den Einzug in die Conference-Halbfinals, wo sie jedoch zweimal an Boston und einmal an Detroit scheiterten. Rivers stellte einen vereinsinternen Rekord für die meisten Assists (3.866) auf, den er noch immer hält. 1990 wurde er mit dem J. Walter Kennedy Citizenship Award für soziales Engagement ausgezeichnet.
Nach einem Jahr bei den Los Angeles Clippers wechselte Rivers 1992 zu den New York Knicks, mit denen er seine größten Mannschaftserfolge feiern konnte. In der Saison 1993/94, in der die Knicks das Finale erreichten, zog er sich jedoch eine schwere Knieverletzung zu und verpasste einen Großteil der Saison. Nach zwei Jahren als Einwechselspieler für die San Antonio Spurs beendete Rivers 1996 seine aktive Karriere.

### Als Trainer
Seine erste Mannschaft als Head Coach übernahm Rivers 1999 mit den Orlando Magic. Er verpasste nur knapp die Playoffs und wurde als Coach des Jahres ausgezeichnet. In den drei folgenden Spielzeiten gelang dann jeweils die Qualifikation für die Playoffs, in denen die Magic aber jedes Mal in der ersten Runde ausschieden. Nach einem Saisonstart mit nur einem Sieg aus elf Spielen wurde er 2003 entlassen. 2004 übernahm er die Boston Celtics, mit denen er wiederum die erste Runde erreichte. In den beiden darauffolgenden Saisons verfehlte er mit Boston klar die Playoffs. 
Dennoch blieb Rivers Trainer der Celtics und führte die zur Saison 2007/08 stark veränderte Mannschaft zur besten Bilanz in der regulären Saison sowie zur Meisterschaft. 2010 gelang Rivers mit den Celtics erneut der Einzug in die Finalserie. 
Nach der Saison 2012/13 und dem Playoff-Erstrundenaus gegen die New York Knicks wechselte Rivers zu den Los Angeles Clippers. Im Austausch bekamen die Celtics einen Erstrunden-Draftpick. Mit den Clippers erreichte er in sieben Jahren stets mehr Siege als Niederlagen und sechs Play-off-Teilnahmen, schied aber spätestens im Conference-Halbfinale aus; nachdem die Clippers im Halbfinale 2020 nach einer 3:1-Führung gegen die Denver Nuggets noch 3:4 ausschieden, wurde Rivers entlassen.
Im Anschluss arbeitete Rivers drei Jahre für die Philadelphia 76ers. In seiner Amtszeit führte er die Mannschaft zu 154 Siegen, 82 Spiele wurden verloren. In der Spielzeit 2022/23 gelangen Philadelphia unter Rivers 54 Siege, derartige viele waren der Mannschaft innerhalb einer Saison seit 2000/01 nicht gelungen. Dennoch entschied sich die sportliche Leitung gegen eine weitere Zusammenarbeit mit Rivers.
Seit Januar 2024 ist Rivers Head Coach der Milwaukee Bucks. Mit den Bucks gewann Rivers den NBA Cup 2024 im Finale gegen die Oklahoma City Thunder.

## Privates
Seine Söhne Jeremiah und Austin Rivers sind ebenfalls Basketballspieler. Austin wurde als 10. Pick in der NBA-Draft 2012 von den New Orleans Hornets ausgewählt. Zwischen Anfang 2015 und Mitte 2018 waren Vater und Sohn gemeinsam bei den Clippers beschäftigt. Seine Tochter Callie, eine ehemalige Volleyballspielerin, ist seit Herbst 2019 mit dem NBA-Spieler Seth Curry verheiratet. Das Paar bekam 2018 einen Sohn.